# A szárnyak (kisregény)
A szárnyak (hangul: 날개, Nalge) I Szang koreai író kisregénye, amelyet 1936-ban publikált a Dzso-Kwang (조광) magazinban. Az 1930-as évek pszichologizmusának és intellektualizmusának egyik meghatározó alkotása. A műben megjelennek a szorongás, öntudat, depresszió és egopusztítás témái is.

## Cselekmény
A mű egy elhíresült mondattal kezdődik: „Láttál már kitömött zsenit? (박제가 되어버린 천재’를 아시오?)". Ezt a bevezetőben a téglalap belsejébe írt epigramma írja le. Az epigramma I Szang „tükörképeke” által értelmezhető. Az epigramma három részre osztható a „Viszontlátásra” köszöntéssel. Emellett az epigrammában megjelennek az „én” és a „te” megszólítások is. Ha az „én”-t I Szang önmagaként, a „te”-t pedig az olvasóként értelmezzük, ez úgy tűnhet, mintha az olvasót buzdítaná „A szárnyak” című novella elolvasására.  Az epigrammában I Szang írja: „Zárd le a 19. századot, ha lehetséges. Dosztojevszkij szelleme pazarlás lenne." Ez a mondat úgy is értelmezhető, hogy az epigramma olvasói tanácsot ad I Szangnak, a fentebb említett értelmezésre utalva. I Szang a 19. századot olyan régi jelenségként határozta meg, amely nem érte el a 20. századot, ezért véleménye szerint azt le kell zárni, és Dosztojevszkijt a „dohos" régi korszak képviselőjévé tette. Ezzel szemben bevallja, hogy ő és Dosztojevszkij egy és ugyanazon ember, és ő is 19. századi lélekkel rendelkezik.
A narrátorként megjelenő főszereplő és felesége egy bordélyházban élnek. A mű elbeszélője nem egészséges, intenzív öntudattal rendelkezik, és nincs realitásérzéke. Rá csak „feleségének férjeként” hivatkoznak, akit próbálkozás útján és hibából szerzett meg.
Miután felesége dolgozni megy, a narrátor a szobájába megy, hogy megszagolja a kozmetikumait, parfümét, vagy nagyítóval égeti el a WC-papírját, hogy pótolja felesége iránti vágyát. Több napig töpreng azon, hogy vajon felesége vendégei miért adnak neki pénzt, és arra a következtetésre jutott, hogy ez a cselekedet biztos örömet okoz nekik. Elmegy hazulról, amíg a felesége dolgozik, és azon töpreng, miféle örömet lelhetnek az emberek a pénzadásban. Céltalanul vándorol utcáról utcára egészen éjszakába nyúlóan anélkül, hogy egy fillért is költene, amelytől egy idő után teljesen elveszti az eszét. Miután sokszor elmegy hazulról éjszakánként megfázik, amit felesége arra használ fel, hogy altatót adjon neki, annak érdekében, hogy a szobában tartsa.
Miután megtalálja felesége szobájában az Adalin-dobozt feleségén töpreng hosszasan. A narrátor hat szem nyugtatót vesz be egyszerre. Ezután egész nap csak alszik. Azt gondolta, hogy lehetséges, hogy ő aszpirint, felesége pedig Adalint vett be, ezért sajnálkozva tért haza, amiért kételkedett feleségében. Felesége meglátva őt mérges lett és így szólt: „Azért maradsz fenn éjszakánként, hogy lophass vagy más nőkkel játszhass?” Igazságtalannak érezve ezt, felállt helyéről, és elhagyta a házat újra. A novella főhőse felesége, Mitsukoshi tetején találja magát, visszaemlékezve a múltjára.
Mitsukoshit elhagyva, nehezére esett számára eldönteni, helyes volt-e visszamenni feleségéhez korábban vagy sem. A dél szirénája felsír, és a narrátor felordít: „Szárnyaim, terüljetek ki megint! Repüljetek! Repüljetek! Hadd repüljek még egyszer! Hadd repüljek csak még egyszer!’’

## Kiadás
I Szangnál 1933-ban tuberkulózist diagnosztizáltak. Fő alkotásai, köztük a Varjúszem nézet után megírta A szárnyak című művét, és Tokióba utazott. 1937-ben halt meg.
Ez a mű a Dzso-Kwangban (조광) jelent meg 1936 szeptemberében. Az angol változatát 2001-ben Ahn Jung-hyo és James B. Lee adta ki a Jimoondang Publishing Company gondozásában.

## Jelentősége
A mű történelmi jelentősége, hogy megváltoztatta a gyarmati időszak önfogyasztó és széteső értelmiségi ábrázolásának irodalmi technikáját, és tükrözi a társadalmi valóság problémáját.
Az 1920-as évek korábbi első személyben íródott regényeiben a tanúk nem dolgozták fel vallomásaikat, tapasztalataikat. Ebben a regényben azonban ez megtörténik belső kísérleteken és pszichológiai kifejezéseken keresztül. A művet a regénytörténet fordulópontjának tekintik.
A házastársi kapcsolatban a felcserélődő szerepek egy metafora, ami a férj szerepén keresztül mutat rá, hogy az „én” értéke egyre jobban csökken a mindennapokban.
Az „én” paradox megjelenését Yi Sang kísérleti műveltsége alakította ki az önmegosztás akadályainak leküzdésére és az önellátásra való törekvésre.
Különösen a tudat és a pszichológia internalizálásának van új jelentősége az 1930-as évek irodalmában, mivel nem kellett figyelmen kívül hagynia a társadalmi valóságot azáltal, hogy a gyarmati társadalom patológiáját az egyéni élettörténetek ellentmondásaival és konfliktusaival váltotta fel. 

## Feldolgozások
- I Szang, egy A szárnyak és a szerzője alapján megalkotott karakter szerepelt a 2023-as Limbus Company videójátékban, amelyet a dél-koreai Project Moon stúdió készített.
- Fly, My Wings, Mili dala, utal a regényre.

## Fogadtatása
A regény pozitív és negatív kritikát is kapott.
Kim Yun-sik és más írók, bár elismerték irodalmi jelentőségét, az autista irodalmi tér korlátaira fektették a hangsúlyt.
Más kutatók viszont, akik az eszményt a mitológiai irodalom szemszögéből tanulmányozták, a pozitív aspektusait emelték ki. Szerintük a regényben megjelenő ideál reményteli kilátásokat állít, amely új életet indíthat el.